# Borrero (Ecuador)
Borrero es una parroquia urbana del cantón Azogues, en la provincia de Cañar en Ecuador.
Antiguamente se llamó Charasol. Fue renombrada en homenaje al presidente de Ecuador Antonio Borrero Cortázar.